# Great North of Scotland Railway

La Great North of Scotland Railway (Chemin de fer du Grand-Nord de l'Écosse, GNSR), était l'une des plus petites des cinq grandes compagnies ferroviaires écossaises avant le regroupement des compagnies dans le « Railways Act 1921 ». La GNSR était chargée des services dans le nord-est de l'Écosse.

## Ligne actuelle d'Aberdeen à Inverness
La ligne d'Aberdeen à Inverness utilise l'ancienne ligne de la GNSR d'Aberdeen à Keith via Dyce, Inverurie, Insch et Huntly. Il y a 11 trains par jour entre Aberdeen et Inverness, le trajet durant environ 2h15. Des services supplémentaires existent entre Inverurie, Dyce (pour l'aéroport d'Aberdeen) et Aberdeen.